# Circonscription de Moncrieff
La circonscription de Moncrieff est une circonscription électorale fédérale australienne dans le Queensland. Elle a été créée en 1984 et porte le nom de la chanteuse Gladys Moncrieff qui a habité dans la région. Elle est située au sud-est de l'État et correspond à la partie centrale de la connurbation de la Gold Coast.

## Représentants
| Nom            | Parti            | Période de mandat |
| -------------- | ---------------- | ----------------- |
| Kathy Sullivan | Libéral          | 1984–2001         |
| Steven Ciobo   | Libéral          | 2001-en cours     |
| Steven Ciobo   | Libéral national | 2010-2019         |
| Angie Bell     | Libéral national | 2019-en cours     |

## Résultats des élections
| Parti                            | Parti                        | Candidat                     | Voix    | %     | ±     |
| -------------------------------- | ---------------------------- | ---------------------------- | ------- | ----- | ----- |
|                                  | Libéral national             | Angie Bell (en)              | 45 104  | 45,94 | −5,58 |
|                                  | Travailliste                 | Glen Palmer                  | 20 430  | 20,81 | −0,75 |
|                                  | Verts                        | April Broadbent              | 11 850  | 12,07 | +2,39 |
|                                  | Une nation                   | Leeanne Schultz              | 6 981   | 7,11  | +0,67 |
|                                  | UAP                          | Diane Happ                   | 5 482   | 5,58  | +1,86 |
|                                  | Démocrates libéraux          | Diane Demetre                | 4 305   | 4,38  | +2,42 |
|                                  | AJP                          | Sonia Berry-Law              | 2 384   | 2,43  | −1,43 |
|                                  | IMOP                         | Timothy Cudmore              | 997     | 1,02  | +1,02 |
|                                  | Fédération                   | James Tayler                 | 645     | 0,66  | +0,66 |
| Total des suffrages exprimés     | Total des suffrages exprimés | Total des suffrages exprimés | 98 178  | 94,22 | +0,66 |
| Votes nuls                       | Votes nuls                   | Votes nuls                   | 6 020   | 5,78  | −0,66 |
| Participation                    | Participation                | Participation                | 104 198 | 85,03 | −3,17 |
| Résultat de préférence bipartite |                              |                              |         |       |       |
|                                  | Libéral national             | Angie Bell (en)              | 60 080  | 61,19 | −4,17 |
|                                  | Travailliste                 | Glen Palmer                  | 38 098  | 38,81 | +4,17 |
|                                  | Libéral national retenir     | Libéral national retenir     | Swing   | −4,17 |       |